# Pandemic Emergency Purchase Programme
Le Pandemic Emergency Purchase Programme (PEPP) est un programme de politique monétaire de type non conventionnel lancé par la Banque centrale européenne en mars 2020 afin de lutter contre la crise économique liée à la pandémie de Covid-19. Il fait partie de la famille des politiques monétaires non conventionnelles. Il consiste en des rachats massifs d'obligations.

## Contenu

### Une politique non conventionnelle d'ampleur
Le Pandemic Emergency Purchase Programme est un programme d'achats d'urgence d'actifs par les banques centrales nationales. Ce programme est orchestré par la Banque centrale européenne. Ce plan est validé par le Conseil des gouverneurs de la Banque centrale européenne au premier semestre 2020. Il doit originellement durer jusqu'à la fin de juin 2021.
Il permet de soutenir les conditions de financement de l'économie réelle, et notamment des entreprises et des ménages. En achetant un grand nombre d'actifs, c'est-à-dire en augmentant leur demande, la BCE permet aux taux d'intérêt de rester bas. Des taux d'intérêt bas favorisent l'abondance de liquidités sur les marchés, et donc, l'investissement. Aussi, grâce aux taux bas, les Etats peuvent s'endetter à moindre coût, ce qui leur permet de mettre en place des plans de relance.
Le PEPP contient plusieurs innovations par rapport aux précédentes mesures de quantitative easing de la BCE. Premièrement, la BCE peut dépasser la limite qu'elle s'était imposée en termes de proportion d'émission de dette : elle peut désormais acheter plus de 33% de la dette publique. Ensuite, elle peut déroger aux règles de répartition par pays des achats de dette. Enfin, la Grèce est incluse dans le programme, ce qui a permis de faire chuter les taux d'intérêt sur sa dette.
Afin d'assurer une efficacité maximale du programme, les remboursements du principal des titres acquis dans le cadre du PEPP arrivant à échéance sont réinvestis jusqu'à la fin de l'année 2022.
Le programme s'affirme comme un « nouvel assouplissement de l'orientation générale de la politique monétaire ». Il s'agit du plus grand programme de rachat de dettes de l'histoire de la BCE.

### Un accompagnement par des mesures parallèles
Ce programme est couplé avec une politique de taux directeurs accommodants. Le taux du prêt marginal reste inchangé à 0,25% ; le taux de refinancement reste à 0,00%, et le taux de facilité de dépôt est maintenu à son taux négatif de -0,50%. Ces taux sont annoncés comme restant identiques jusqu'à ce que l'inflation arrive au niveau de l'objectif d'inflation de la BCE de 2%.
La BCE décide également début avril de réduire ses exigences en termes de collatéraux. Elle réduit plus tard son haircut, c'est-à-dire la somme supplémentaire à la valeur du collatéral nécessaire pour obtenir un refinancement ou prêt auprès de la banque centrale.
Enfin, la BCE ne suspend pas ses autres programmes en cours. Le PEPP fonctionne en parallèle du Asset Purchase Programme mis en place par la BCE en 2015. Le programme PSPP est augmenté de 120 milliards d'euros.

## Historique

### Plan initial
La crise sanitaire du Covid-19 fait dévisser les bourses mondiales et fermer des entreprises. Les modélisations macroéconomiques de la BCE montrent une hausse du chômage et une détérioration lourde des finances publiques. L'augmentation des taux d'intérêt sur la dette italienne, troisième économie de l'Union européenne, incite également le Conseil à réagir.
Le programme est lancé en mars 2020. La directrice de la BCE Christine Lagarde annonce le plan PEPP à la presse, et affirme que « There are no limits to our commitment to the euro » (« Notre soutien à l'euro est sans limites »), faisant écho à la déclaration de Mario Draghi durant la crise de la dette dans la zone euro selon laquelle il ferait « Whatever it takes ».
Entre mars et mai 2020, le programme permet d'acheter 186,6 milliards d'euros d'obligations publiques. L'équivalent de 10 milliards d'euros d'obligations du secteur privées sont également achetées.

### Réforme de juin 2020
L'enveloppe qui lui est consacrée est originellement de 750 milliards d'euros. Les prévisions montrent cependant que le rythme de dépense fait que le budget du PEPP sera vide d'ici octobre. Début juin 2020, elle est augmentée de 600 milliards pour atteindre 1350 milliards d'euros, du fait des prévisions macroéconomiques pessimistes. La BCE indique que le Conseil des gouverneurs votera pour le maintien du programme « jusqu’à ce qu’il juge que la crise du coronavirus est terminée ».
L'amélioration de la conjoncture en juillet 2020 durant le creux de la pandémie en Europe permet de réduire le volume d'achats mensuel.

## Analyse

### Désaccords politiques
Le programme ne fait pas l'unanimité au sein du conseil des gouverneurs de la BCE, du fait des divergences entre les positions françaises et italiennes, et allemandes. Le représentant de la Bundesbank estime que le programme ne doit pas être pérennisé au-delà de 2021.

### Discrétion dans le choix de rachats
Les précédents programmes de rachats d'actifs de la BCE étaient régis par la règle de la proportionnalité : chaque État voyait ses émissions de dette publique être rachetées au prorata de sa participation au capital de la BCE. Le programme PEPP est une première en ce qu'il est régi par un principe et non par une règle : la BCE s'autorise à dévier de la règle de la proportionnalité dans le cas où cela est nécessaire.
Le bilan à la fin de juillet 2020 est que les pays dont les émissions de dette sont plus achetées que leur taux de prorata sont l'Espagne, l'Italie, la Grèce, Chypre et le Portugal. L'Italie est le pays qui profite le plus de l'absence du suivi du prorata. L'Allemagne, avec son prorata de 26%, obtient environ 25% des rachats totaux du programme. La France, avec un prorata de 20%, obtient 16%. Les Pays-Bas obtiennent autant que leur prorata (6%), de même que la Belgique (~4%).

## Effets

### Effets sur les taux d'intérêt des dettes publiques
Après l'annonce de juin 2020 des 600 milliards supplémentaires, les taux d'intérêt de plusieurs pays européens baissent. Le taux d'emprunt de l'Italie passe de 1,6 à 1,4%. La BCE achète relativement peu de dette française, car son taux d'emprunt est d'ores et déjà négatif. La France reste dans le négatif, avec des emprunts à dix ans à -0,03%.
La première analyse commandée par le Parlement européen à des laboratoires d'économie européens montre une réussite du plan PEPP en termes de réduction des taux d'intérêt, de leur volatilité, et du risque.

### Effets sur le PIB, l'emploi et l'investissement
Une analyse du laboratoire d'économie de l'ESCP Europe publié à la mi-2020 modélise les effets du PEPP sur le PIB et l'investissement. Il calcule un effet de soutien à l'activité économique à court terme, et un effet de soutien fort à moyen terme.